# Simon Bruinders
Simon Bruinders (Pacaltsdorp, 14 oktober 1948) is een Zuid-Afrikaanse toneel- en romanschrijver.

## Biografie
Simon Bruinders is geboren in George, een stad in het zuiden van de West Kaap in Zuid-Afrika.
Later verhuisde hij naar Kinross in de provincie Mpumalanga en in 2003 vestigde hij zich in Johannesburg, na een paar jaar Kaapstad.
Hij begon zijn loopbaan als acteur. Het meest bekend werd hij met zijn rol  in Broer Matie (1984), van de Zuid-Afrikaanse regisseur Jans Rautenbach. Verder speelde hij o.a. in  Ekhaya: a family chronicle (1997),   ’n Hondelewe (2015) Egoli en Swartwater. Naast acteur was hij ook dramaturg. Titels van door hem geschreven drama’s  zijn onder andere Sonny & Ouste (2002), Onrus op Hawston (2003) en Chief & Carma  (2012). Van zijn hand is ook Soos Porselein, een jeugddrama over hiv en aids.
In 2014 debuteerde hij als romanschrijver met  Die sideboard, een verhaal over een bruinman in de Kaap (losjes gebaseerd op het leven van zijn vader) die dienst nam in het Engelse leger om zo in aanmerking te komen voor een stukje grond na afloop.
Die Sideboard werd oorspronkelijk geschreven als theatermonoloog  Die sideboard en die vuur  en werd ná de verschijning van de roman ook bewerkt tot een avondvullende musical. De Nederlandse vertaling verscheen in 2016 met de titel Dit is mijn land, van de hand van Ingrid Glorie. Bruinders schreef zelf een  Engelse versie van het boek, getiteld A handful of earth (2017).
Bruinders bezocht in 2017 Nederland in het kader van de 'Week van de Afrikaanse roman'.